# The Little Breadwinner
The Little Breadwinner er en britisk stumfilm fra 1916 af Wilfred Noy.